# Línguas eslavas ocidentais
As  línguas eslavas ocidentais são uma subdivisão das línguas eslavas que inclui línguas nacionais, como o polonês, o tcheco, o eslovaco e línguas minoritárias, como o cassúbio (Polônia) e as línguas sorábias (Alemanha).

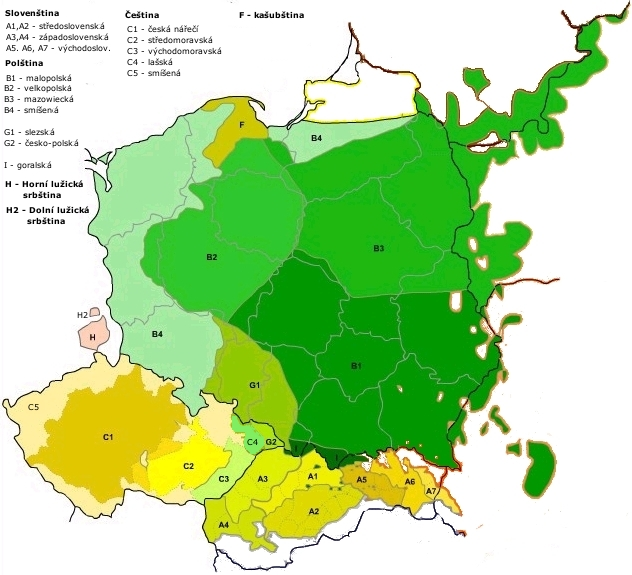
Grupos e dialetos

## Classificação
- Indo-Européia
  - Balto-Eslava
    - Eslava
      - Eslava Ocidental
        - Tcheco-Eslovaca
          - Tcheco
            - Canaânico, língua eslavo-judaica, extinta na Idade Média

          - Eslovaco

        - Lequítica
          - Polonês
          - Pomerano (não confundir com o Pommersch)
            - Cassúbio (confunde-se com a língua acima)
            - Eslovíncia

          - Polábia
          - Silesiana

        - Sorábias
          - Alto sorábio
          - Baixo sorábio

## Características
Algumas características que distinguem as línguas Eslavas Ocidentais, desde que vieram a ser separadas das línguas eslavas meridionais e das línguas eslavas orientais por volta dos séculos III e VI, são as seguintes:
- Desenvolvimento dos tj, dj da língua protoeslava em ts, (d)z, como na palavra Polonesa/Tcheca noc ("noite"; comparada com Russo ночь);
- Retenção dos grupos  kv, gv como em Polonês  gwiazda ("estrela"; comparada com Russo звезда);
- Retenção dos tl, dl, como em Tcheco rádlo ("arado antigo]]"; comparada com Russo рало);
- Palatização de h para š como em Polonês  musze (caso locativo de mucha, "voar");
- Grupos pj, bj, mj, vj desenvolvidos para  formas consoantes suaves com epêntese do  l, como em Polonês  kupię ("Eu devo comprar"; comparada com Russo куплю);
- Tendência a tonicidade fixa (na primeira ou penúltima sílaba);
- Uso das terminações -ego, -emu no singular Genitivo e Dativo de de adjetivos;
- Uso da forma pronominal  tъnъ preferencialmente a tъ, como em Polonês/Tcheco ten ("este"  comparada com Russo тот);
- Extensão da forma Genitiva čьso para Nominativo e Acusativo em lugar de čь(to), como em Polonês/Tcheco co ("o que", comparada com Russo что).